# Ettenheim
Ettenheim település Németországban, azon belül Baden-Württembergben. Lakosainak száma 13 985 fő (2023. december 31.).

## Népesség
A település népessége az elmúlt években az alábbi módon változott:
| Lakosok száma | 9330 | 12 615 | 13 008 | 13 316 | 13 603 | 13 871 | 13 985 |
|               | 1975 | 2014   | 2017   | 2019   | 2021   | 2022   | 2023   |